# ام دم (سودان)
ام دم (به عربی: أم دم) یک منطقهٔ مسکونی در سودان است که در کردفان شمالی واقع شده‌است.